# Stari IJssel
Stari IJssel (nizozemščina, izgovorjava [ˌʌudə ˈʔɛisəl], dobesedno stari IJssel) ali Issel (nemško, izgovorjava [ˈɪsl̩]) je reka v Nemčiji in na Nizozemskem in je dolga približno 82 km. Je desni pritok reke IJssel. Oude IJssel je v nizozemščini "stari IJssel"; Stari IJssel je bil zgornji tok IJssel, dokler ni bila izkopana povezava z Renom, verjetno v rimski dobi.
Zaradi te povezave je Ren največ prispeval k toku IJssela, čeprav je le relativno majhna količina celotnega toka Rena prišla v sistem. Različni pritoki lahko včasih dodajo vodo celotnemu toku reke, na primer Berkel in Schipbeek. Reka IJssel je edini rokav delte Rena, ki pridobiva pritoke, namesto da bi polnila razvodne reke. Slednje se zgodi le na zadnjem delu reke, kjer nastane majhna delta IJssela.
Stari IJssel se začne blizu Borkena v Severnem Porenju - Vestfaliji v Nemčiji. Teče proti jugozahodu, dokler skoraj ne doseže Rena blizu Wesela, nato pa zavije proti severozahodu. Za Isselburgom prečka mejo z Nizozemsko in vstopi v pokrajino Gelderland. Teče skozi Doetinchem in se v Doesburgu združi z reko IJssel.